# Hanene Salaouandji
Hanene Salaouandji (ur. 27 czerwca 1997) – algierska zapaśniczka walcząca w stylu wolnym.  Brązowa medalistka mistrzostw Afryki w 2016 i 2017. Wicemistrzyni mistrzostw śródziemnomorskich w 2016 roku.